# Lilas blanc

Lilas blanc est une chanson sentimentale écrite et composée par Théodore Botrel. Enregistrée par Félix Mayol, la chanson a été filmée en phonoscène par Alice Guy en 1905.

## La phonoscène
Il s'agit d'une des treize phonoscènes enregistrées par Félix Mayol pour le Chronophone Gaumont.

### Synopsis
Félix Mayol entre en scène, chante devant un rideau de scène drapé à l'antique et orné de muguet (fleur fétiche du chanteur), quitte la scène en saluant le public, puis revient saluer exactement comme si l'on était au café-concert. 

### Fiche technique
- Titre : Lilas-Blanc
- Réalisation : Alice Guy
- Société de production : Société L. Gaumont et compagnie
- Pays d'origine :  France
- Genre : Phonoscène
- Durée : 3 minutes
- Dates de sortie : 1905